# Jacob Zachar
Jacob Zachar est un acteur américain né le 16 mai 1986 à Chicago, Illinois, États-Unis. Il est essentiellement connu pour le rôle de Rusty Cartwright dans la série télévisée Greek.

## Biographie
Jacob Zachar est né à Chicago, Illinois, le 16 mai 1986. Il fréquente d'abord la St. Francis Borgia grammar school, puis la St. Patrick High School, une école catholique pour garçons à Chicago,.
Lorsqu'il habitait à Chicago, il jouait dans un groupe de métal appelé Megaband. Depuis qu'il a déménagé à Los Angeles, il est passé à autre chose et il joue maintenant à mi-temps dans un groupe de blues et de funk. 
Jacob Zachar décroche son premier rôle principal dans la série télévisée Greek après seulement deux mois à Los Angeles. Il incarne le personnage d'Ernest dans le film Little Big Top (en) et joue le rôle d'un caissier dans le film Bodega, également en 2006. Il apparaît dans des spots publicitaires pour Carl's Jr. et Dunkin' Donuts. Il joue également divers rôles au théâtre : On Golden Pond (en), Prairie Lights, Big: The Musical (en), Les Misérables et Blanches colombes et vilains messieurs.
Jacob Zachar enregistre des voix additionnelles pour le film d'animation Les Rois de la glisse et pour un caissier dans un épisode de la série télévisée animée Les Rois du Texas. Il joue également dans le film Drunkboat, aux côtés de Dana Delany, John Malkovich et John Goodman, sorti en 2010.
Par la suite, il apparaît dans quelques séries Dr House, Les Experts, Project S.E.R.A. (en), et rejoint le casting du film Those Who Wander, dont la date de sortie n'est pas connue.

## Filmographie
- 2006 : Little Big Top (en) : Ernest
- 2006 : Bodega (court-métrage) : un caissier
- 2007-2011 : Greek : Rusty Cartwright (son premier rôle principal dans une série)[5]
- 2007 : Les Rois du Texas (King of the Hill) : voix d'un caissier (saison 12, épisode 4)
- spots publicitaires pour Carl's Jr. et Dunkin' Donuts
- 2007 : Les Rois de la glisse (Surf's Up) : voix additionnelles
- 2010 : Drunkboat : Abe
- 2012 : Detention of the Dead (en) : Eddie
- 2012 : Dr House : le soi-disant premier cas du Dr James Wilson (saison 8, épisode 21)
- 2013 : Les Experts (CSI) : Chad Lane (saison 13, épisode 11, Mort en direct, où il apparaît aux côtés de sa "sœur" dans Greek, l'actrice Spencer Grammer)
- 2013 : Project S.E.R.A. (en) (web-série) : Adam
- Non diffusé, vers 2014 : Those Who Wander (fa) : Sam
- 2014 : The Hive (en) : Clark